# Stefan Karge
| Liste entdeckter Asteroiden, die bereits benannt wurden | Liste entdeckter Asteroiden, die bereits benannt wurden | Liste entdeckter Asteroiden, die bereits benannt wurden |
| Name                                                    | Entdeckt am                                             | Entdeckt mit                                            |
| ------------------------------------------------------- | ------------------------------------------------------- | ------------------------------------------------------- |
| (278141) Tatooine                                       | 15. Februar 2007                                        | Erwin Schwab                                            |
| (241136) Sandstede                                      | 25. August 2007                                         | Rainer Kling                                            |
| (274020) Skywalker                                      | 12. September 2007                                      | Erwin Schwab                                            |
| (243109) Hansludwig                                     | 12. September 2007                                      | Erwin Schwab                                            |
| (293809) Zugspitze                                      | 15. September 2007                                      | Rainer Kling                                            |
| (293909) Matterhorn                                     | 16. September 2007                                      | Rainer Kling                                            |
| (189398) Soemmerring                                    | 07. Mai 2008                                            | Rainer Kling                                            |
| (221917) Opites                                         | 26. September 2008                                      | Erwin Schwab                                            |
| (367436) Siena                                          | 27. September 2008                                      | Erwin Schwab                                            |
| (295565) Hannover                                       | 27. September 2008                                      | Erwin Schwab                                            |
| (243440) Colonia                                        | 17. März 2009                                           | Erwin Schwab                                            |
| (251595) Rudolfböttger                                  | 20. April 2009                                          | Rainer Kling                                            |
| (225250) Georgfranziska                                 | 30. August 2009                                         | Ute Zimmer                                              |
| (343444) Halluzinelle                                   | 07. März 2010                                           | Erwin Schwab                                            |

Stefan Karge (* 1963) ist ein deutscher Amateurastronom aus Frankfurt am Main. Er entdeckte 51 Asteroiden überwiegend in Zusammenarbeit mit Erwin Schwab, Rainer Kling oder Ute Zimmer. Hauptberuflich ist er in der Logistik tätig.

## Astronomische Leistungen & Entdeckungen
Stefan Karge ist aktives Mitglied im Physikalischen Verein – Gesellschaft für Bildung und Wissenschaft, der im Jahr 1824 gegründet wurde. Er hat sich der astronomischen Bildung verschrieben und hält jährlich zahlreiche Vorträge vor allem im Großraum Frankfurt. Seine astronomischen Beobachtungen sind insbesondere Quasaren gewidmet. Er machte Veröffentlichungen zu den Themen Quasare, Kleinplaneten und allgemeine Himmelsbeobachtung.
Zwischen 2007 und 2011 war er von der Hans-Ludwig-Neumann-Sternwarte (IAU-Code B01) auf dem Kleinen Feldberg im Taunus aus an der Entdeckung von 49 Asteroiden beteiligt. (278141) Tatooine war dabei der erste Asteroid, den er am 15. Februar 2007 zusammen mit Erwin Schwab entdeckte.
Zwischen Februar 2009 und März 2010 entdeckte er allein zwei Asteroiden durch das Tzec Maun Observatory (IAU Code H10) in Mayhill (New Mexico), USA. Die Teleskope dieser Sternwarte können mit Zugangsberechtigung online ferngesteuert werden.

## Ehrungen
- Observer Award 2014 of the American Association of Variable Star Observers (AAVSO)[7]
- Samuel-Thomas-von-Soemmerring-Preis 2009
 für: „Astrometrie von Objekten unseres Planetensystems und die Entdeckung von Asteroiden an der Hans-Ludwig-Neumann-Sternwarte des Physikalischen Vereins am Standort Taunus-Observatorium“[7]
- Samuel-Thomas-von-Soemmerring-Preis 2008
 für: „Die Koma- und Schweifentwicklung des Kometen Hale-Bopp“[7]
- Ein am 18. Oktober 2008 von Erwin Schwab entdeckter Asteroid wurde ihm zu Ehren (378917) Stefankarge benannt.[5]

## Publikationen
- S. Karge: Helle Quasare für 8- bis 10-Zoll Teleskope. Ein Beobachtungsführer zur visuellen Beobachtung von Quasaren und BL Lacertae Objekten. 2005.[7]

### In Zeitschriften (Auswahl)
(Quelle:)
- E. Schwab, S. Karge: Die Entdeckung des Kleinplaneten (243440) Colonia. In: Jahres-Chronik 2012 der Volkssternwarte Köln. 2013.
- S. Karge: Die Nadel im Heuhaufen finden – Die Technik der Entdeckung von Kleinplaneten. In: Interstellarum. Sonderheft 1/2011, S. 68.
- K. Wenzel, W. Düskau, H. G. Diederich, S. Karge: Entdeckung einer offensichtlich veränderlichen anonymen Galaxie im Feld des BL-Lacertae Objektes S5 0716+71. In: VdS-Journal. Band 33, 2010, S. 43.
- S. Karge: The exceptional 2007 outburst of Quasar PKS 1749-096. In: The Astronomer. Vol. 44, No. 520, 2007, S. 100.
- S. Karge: Helligkeitsüberwachung aktiver Quasare. In: Astronomische Projekte des Physikalischen Vereins. 2007.
- S. Karge: HS 1046+8027 – Ein neuer heller Quasar in Draco. In: Interstellarum. Band 18, 2001, S. 51.
- S. Karge: Quasar APM 08279+5255: Visuell beobachtet. In: Sterne und Weltraum. 8-1999. 1999, S. 674.
- S. Karge: Starhopping in der Großstadt. In: Mitteilungen Astronomischer Vereinigungen Rhein-Main-Nahe. Band 34, Nr. 5, 1995, S. 123.